# Остапенко Володимир Сергійович
Володимир Сергійович Остапенко (нар. 28 липня 1998, м. Червонозаводське, нині Заводське, Миргородський район) — український волейболіст, який грає на позиції центрального блокувальника у клубі Суперліги СК «Епіцентр-Подоляни» з Городка на Хмельниччині та збірній України.

## Життєпис
Народився 28 липня 1998 року в м. Червонозаводському (нині Заводське Миргородського району), Полтавська область, Україна.
Випускник Полтавської СДЮШОР-2.
Грав у харківському «Локомотиві», житомирському ВК «Житичі».

### Досягнення
Зі збірними
- віцечемпіон Європи (U-20, Болгарія, 2016[2])

Клубні
- чемпіон України 2022,
- володар Кубка України 2020[4], 2023,
- віцечемпіон України 2018, 2021, 2023.